# 부림초등학교 (경기)
부림초등학교는 대한민국 경기도 안양시에 있는 공립 초등학교이다.

## 학교 연혁
- 1990년 6월 12일 부림초등학교 설립 인가
- 1991년 9월 1일 부림국민학교 개교(22학급 편성, 1-5학년)
- 1991년 9월 1일 초대 한세용 교장 취임
- 1992년 3월 1일 특수학급 설치(1학급)
- 1993년 2월 16일 제1회 졸업 (167명)
- 1996년 3월 1일 부림초등학교로 개칭
- 1998년 3월 1일 학교 급식 운영
- 2000년 3월 1일 안양관악초등학교 분리 개교
- 2012년 3월 1일 부림초등학교 병설유치원 개원(1학급)
- 2021년 1월 11일 제29회 졸업(137명, 누계 5,937명)
- 2021년 3월 2일 34학급 편성(특수 1, 유치원 2, 돌봄 4)
- 2021년 9월 1일 제10대 이현주 교장 취임

## 참고 자료
- 부림초등학교 - 한국교육학술정보원 학교알리미